# Cozyptila guseinovorum
Cozyptila guseinovorum är en spindelart som beskrevs av Yuri M. Marusik och Mykola M. Kovblyuk 2005. Cozyptila guseinovorum ingår i släktet Cozyptila och familjen krabbspindlar. Inga underarter finns listade i Catalogue of Life.